# Plagiopus
Plagiopus là một chi rêu trong họ Bartramiaceae.